# Championnat du monde de snooker 2017
Le Championnat du monde de snooker 2017 est un tournoi de snooker professionnel qui prend place du 15 avril au 1er mai 2017 au Crucible Theatre de Sheffield. Ce tournoi est le dernier événement majeur de la saison 2016-2017 de snooker.
L'Anglais Mark Selby est le tenant du titre. Il le conserve lors de cette édition en battant en finale l’Écossais John Higgins 18-15.
Sur les 32 joueurs qui participent au tournoi final, 10 ne sont pas britanniques (dont 5 chinois), ce qui constitue une première.
En Europe, le tournoi est diffusé sur les différentes chaines du groupe Eurosport et sur la BBC.

## Dotations
Le tableau ci-dessous indique le montant des dotations en livres sterling, l’équivalent en euros et le nombre de joueurs percevant ces sommes.
| Niveau                           | Nombre de joueurs | Dotation ( £ ) | Équivalent ( € ) |
| -------------------------------- | ----------------- | -------------- | ---------------- |
| Vainqueur                        | 1                 | 375 000        | 434 107,13       |
| Finaliste                        | 1                 | 160 000        | 185 219,04       |
| Demi-finalistes                  | 2                 | 75 000         | 86 821,43        |
| Quarts de finalistes             | 4                 | 37 500         | 43 410,71        |
| 8e de finalistes                 | 8                 | 25 000         | 28 940,48        |
| 16e de finalistes                | 16                | 16 000         | 18 521,90        |
| Troisième tour de qualification  | 16                | 12 000         | 13 891,43        |
| Deuxième tour de qualification   | 32                | 8 000          | 9 260,95         |
| Premier tour de qualification    | 64                | 0              | 0                |
| Meilleur break en qualifications | 1                 | 1 000          | 1 157,62         |
| Meilleur break télévisé          | 1                 | 10 000         | 11 576,19        |
| Total                            | Total             | 1 750 000      | 2 025 833,27     |
| Break royal de 147 points        | 1                 | 5 000          | 5 788,09         |

## Joueurs qualifiés
Les 16 premiers au classement mondial sont qualifiés directement pour le tableau final. Quel que soit son classement, le tenant du titre est automatiquement tête de série numéro 1 tandis que les autres joueurs sont positionnés en fonction de leur classement. Les 16 places restantes sont attribuées après un tournoi de qualification disputé en trois tours.

## Résumé

### Qualifications
- Le plus jeune joueur prenant part aux qualifications est le Gallois Jackson Page, 15 ans, tandis que le plus âgé est l'Anglais Jimmy White, 54 ans. Tous deux sont éliminés au 1er tour de qualification.
- Le 6 avril 2017, l'Anglais Gary Wilson réalise le 131e break maximum de l'histoire du snooker dans la 4e frame de son 1er match de qualification contre Josh Boileau. C'est le deuxième « 147 » de sa carrière[2].
- Avec 123 minutes et 41 secondes, la frame décisive du 3e tour de qualification entre Fergal O'Brien et David Gilbert, le 12 avril, est la plus longue de l'ère moderne du jeu, battant le précédent record de 100 minutes et 24 secondes entre Alan McManus et Barry Pinches en 2015. La frame et le match sont remportés par O'Brien 10 à 9[3].
- Cinq joueurs se qualifient pour la première fois pour le tableau final : les Anglais David Grace et Gary Wilson, les Chinois Yan Bingtao et Zhou Yuelong, et le Thaïlandais Noppon Saengkham. Aucun d'eux ne passe le premier tour.

### Premier tour
- Le plus jeune joueur prenant part au tournoi final est le Chinois Yan Bingtao, 17 ans, et le plus âgé est l'Anglais Peter Ebdon, 46 ans. Tous deux sont éliminés dès le 1er tour.
- Ronnie O'Sullivan, quintuple champion du monde, participe pour la 25e fois consécutive à la compétition et est à deux longueurs du détenteur du record de participations successives, Stephen Hendry. C'est également la 25e participation de O'Sullivan au tournoi. C'est Steve Davis qui détient le record avec 30 participations.
- Après avoir perdu 4 fois au premier tour depuis sa demi-finale lors de l'édition 2012, l'Écossais Stephen Maguire est parvenu à se qualifier en battant son compatriote Anthony McGill 10 à 2[4].
- Deux fois demi-finaliste, Marco Fu bat le Belge Luca Brecel après une étonnante remontée : mené 0–5, puis 1–7, 4–8 et 8–9, il l'emporte finalement 10 à 9[5].
- Le numéro 2 mondial Judd Trump qui annonçait avant le tournoi « Je crois sincèrement que je peux jouer à un niveau rarement atteint aujourd'hui », et qu'il était « le meilleur au monde »[6], est battu 8 à 10 par l'Anglais de 46 ans Rory McLeod, 54e au classement mondial. La mauvaise performance de Trump serait due à une blessure au dos qui lui a causé des douleurs visibles lorsqu'il jouait[7]. McLeod est le joueur le plus âgé à se qualifier depuis 1996 et le moins bien classé à atteindre le deuxième tour.
- Après John Higgins, Ronnie O'Sullivan, Mark Selby et Neil Robertson, Stuart Carrington est le 5e joueur à réaliser 3 centuries dans 3 frames consécutives au cours d'un Championnat du monde[8]. Malgré cette performance, il est battu 10 à 7 par le Chinois Liang Wenbo.
- L'Australien Neil Robertson, champion du monde en 2010, réalise le 500e century de sa carrière au cours de son match contre le Thaïlandais Noppon Saengkham, remporté 10 à 4.
- Huit anciens champions du monde participent au premier tour : Mark Selby, Stuart Bingham, Ronnie O'Sullivan, John Higgins, Neil Robertson, Graeme Dott, Shaun Murphy et Peter Ebdon. Seul ce dernier ne se qualifie pas pour le deuxième tour.

### Deuxième tour
- Kyren Wilson se qualifie pour son second quart de finale en battant le champion du monde 2015 Stuart Bingham 13 à 10. C'est sa seconde apparition consécutive à ce stade de la compétition. En 2016, il avait été battu par Mark Selby.
- Le quintuple champion du monde Ronnie O'Sullivan bat son compatriote Shaun Murphy 13 à 7 et se qualifie ainsi pour son 18e quart de finale.
- Dans le match entre Chinois, Ding Junhui bat Liang Wenbo 13 à 12, après avoir mené 6 à 2 puis 9 à 7.

### Quarts de finale
- L’Écossais Stephen Maguire est le seul joueur issu des qualifications à atteindre les quarts de finale.
- Le tenant du titre Mark Selby bat sèchement Marco Fu 13-3 en 3 sessions au lieu de 4. Au cours de la 3e session remportée 7-1, Mark Selby réalise trois centuries non consécutifs de 132, 139 et 143 points.
- Ding Junhui, finaliste de l'édition 2016, bat 13 à 10 le quintuple champion du monde Ronnie O'Sullivan et se qualifie pour sa troisième demi-finale au Crucible.
- Barry Hawkins atteint les demi-finales pour la quatrième fois en 5 ans, après sa victoire 13 à 9 contre Stephen Maguire.

### Demi-finales
- Après un match très disputé, Mark Selby l'emporte contre Ding Junhui 17 à 15 dans une répétition de la finale de l'édition précédente[9].

### Finale
- À 41 ans et 11 mois, John Higgins est le joueur le plus âgé à disputer une finale au Crucible, depuis Ray Reardon qui avait 49 ans en 1982.
- La finale se dispute donc entre l'Anglais Mark Selby et l’Écossais John Higgins. C'est une revanche de la finale de 2007, remportée par Higgins 18 à 13.
- Mark Selby est en finale pour la 4e fois. S'il avait perdu en 2007 (cf. ci-dessus), il l'avait en revanche emporté en 2014 et 2016.
- En ce qui concerne John Higgins, c'est sa 5e apparition en finale. Il a remporté le titre en 1998, 2007, 2009 et 2011, et a été finaliste en 2001. Il a disputé deux finales à 19 ans d'intervalle.
- Lors de la finale, John Higgins mène 6-2 après la 1re session, puis compte jusqu'à 6 frames d'avance au cours de la 2e session (10-4) avant de terminer celle-ci sur le score de 10-7[10],[11]. Mark Selby entame alors une incroyable remontée en remportant 6 des 7 frames de la 3e session pour mener 13-11[11]. Les 2 joueurs se partagent ensuite les six premières frames de la dernière session. Dans la 31e frame, une décision litigieuse de l'arbitre Néerlandais Jan Verhaas accorde 7 points à John Higgins à la suite d'une faute de Selby, qui aurait manqué la bille noire lors d'une tentative de snooker, donnant ainsi la frame à Higgins qui revient à 16-15[10]. Nullement perturbé, Selby remporte la frame suivante avec un break de 131, puis enchaîne[11], s'adjugeant ainsi son 3e titre, le 2e consécutif.
Jusqu'alors, aucun joueur n'avait remonté un déficit de 6 frames ou plus lors d'une finale de Championnat du monde de snooker depuis Dennis Taylor en 1985 qui était mené 8-0 puis 9-1 par Steve Davis[10].

## Tableau final
Nota : le chiffre avant le nom du joueur indique son classement mondial.
|  | 1er tour                                   | 1er tour                                   | 1er tour                                   |                    |                   | 2e tour                                   | 2e tour                                   | 2e tour                                   |  |  | Quarts de finale          | Quarts de finale          | Quarts de finale          |  |  | Demi-finales              | Demi-finales              | Demi-finales              |
|  | 1/16es de finale au meilleur des 19 frames | 1/16es de finale au meilleur des 19 frames | 1/16es de finale au meilleur des 19 frames |                    |                   | 1/8es de finale au meilleur des 25 frames | 1/8es de finale au meilleur des 25 frames | 1/8es de finale au meilleur des 25 frames |  |  | au meilleur des 25 frames | au meilleur des 25 frames | au meilleur des 25 frames |  |  | au meilleur des 33 frames | au meilleur des 33 frames | au meilleur des 33 frames |
|  |                                            |                                            |                                            |                    |                   |                                           |                                           |                                           |  |  |                           |                           |                           |  |  |                           |                           |                           |
|  | 15 avril                                   |                                            |                                            |                    |                   |                                           |                                           |                                           |  |  |                           |                           |                           |  |  |                           |                           |                           |
|  |                                            |                                            |                                            |                    |                   |                                           |                                           |                                           |  |  |                           |                           |                           |  |  |                           |                           |                           |
|  | 1                                          | Mark Selby                                 | 10                                         |                    |                   |                                           |                                           |                                           |  |  |                           |                           |                           |  |  |                           |                           |                           |
|  | 1                                          | Mark Selby                                 | 10                                         | 22, 23 et 24 avril |                   |                                           |                                           |                                           |  |  |                           |                           |                           |  |  |                           |                           |                           |
|  | 45                                         | Fergal O'Brien                             | 2                                          |                    |                   |                                           |                                           |                                           |  |  |                           |                           |                           |  |  |                           |                           |                           |
|  | 45                                         | Fergal O'Brien                             | 2                                          | 1                  | Mark Selby        | 13                                        |                                           |                                           |  |  |                           |                           |                           |  |  |                           |                           |                           |
|  | 19 avril                                   |                                            |                                            | 1                  | Mark Selby        | 13                                        |                                           |                                           |  |  |                           |                           |                           |  |  |                           |                           |                           |
|  |                                            | 44                                         | Xiao Guodong                               | 6                  |                   |                                           |                                           |                                           |  |  |                           |                           |                           |  |  |                           |                           |                           |
|  | 16                                         | 44                                         | Xiao Guodong                               | 6                  | Ryan Day          | 4                                         |                                           |                                           |  |  |                           |                           |                           |  |  |                           |                           |                           |
|  | 16                                         |                                            |                                            |                    | Ryan Day          | 4                                         | 25 et 26 avril                            |                                           |  |  |                           |                           |                           |  |  |                           |                           |                           |
|  | 44                                         | Xiao Guodong                               | 10                                         |                    |                   |                                           |                                           |                                           |  |  |                           |                           |                           |  |  |                           |                           |                           |
|  | 44                                         | Xiao Guodong                               | 10                                         | 1                  | Mark Selby        | 13                                        |                                           |                                           |  |  |                           |                           |                           |  |  |                           |                           |                           |
|  | 19 et 20 avril                             |                                            |                                            | 1                  | Mark Selby        | 13                                        |                                           |                                           |  |  |                           |                           |                           |  |  |                           |                           |                           |
|  |                                            | 8                                          | Marco Fu                                   | 3                  |                   |                                           |                                           |                                           |  |  |                           |                           |                           |  |  |                           |                           |                           |
|  | 9                                          | 8                                          | Marco Fu                                   | 3                  | Neil Robertson    | 10                                        |                                           |                                           |  |  |                           |                           |                           |  |  |                           |                           |                           |
|  | 9                                          | 23 et 24 avril                             |                                            |                    | Neil Robertson    | 10                                        |                                           |                                           |  |  |                           |                           |                           |  |  |                           |                           |                           |
|  | 72                                         | Noppon Saengkham                           | 4                                          |                    |                   |                                           |                                           |                                           |  |  |                           |                           |                           |  |  |                           |                           |                           |
|  | 72                                         | Noppon Saengkham                           | 4                                          | 9                  | Neil Robertson    | 11                                        |                                           |                                           |  |  |                           |                           |                           |  |  |                           |                           |                           |
|  | 16 et 17 avril                             |                                            |                                            | 9                  | Neil Robertson    | 11                                        |                                           |                                           |  |  |                           |                           |                           |  |  |                           |                           |                           |
|  |                                            | 8                                          | Marco Fu                                   | 13                 |                   |                                           |                                           |                                           |  |  |                           |                           |                           |  |  |                           |                           |                           |
|  | 8                                          | 8                                          | Marco Fu                                   | 13                 | Marco Fu          | 10                                        |                                           |                                           |  |  |                           |                           |                           |  |  |                           |                           |                           |
|  | 8                                          |                                            |                                            |                    | Marco Fu          | 10                                        | 27, 28 et 29 avril                        |                                           |  |  |                           |                           |                           |  |  |                           |                           |                           |
|  | 30                                         | Luca Brecel                                | 9                                          |                    |                   |                                           |                                           |                                           |  |  |                           |                           |                           |  |  |                           |                           |                           |
|  | 30                                         | Luca Brecel                                | 9                                          | 1                  | Mark Selby        | 17                                        |                                           |                                           |  |  |                           |                           |                           |  |  |                           |                           |                           |
|  | 16 et 17 avril                             |                                            |                                            | 1                  | Mark Selby        | 17                                        |                                           |                                           |  |  |                           |                           |                           |  |  |                           |                           |                           |
|  |                                            | 4                                          | Ding Junhui                                | 15                 |                   |                                           |                                           |                                           |  |  |                           |                           |                           |  |  |                           |                           |                           |
|  | 5                                          | 4                                          | Ding Junhui                                | 15                 | Shaun Murphy      | 10                                        |                                           |                                           |  |  |                           |                           |                           |  |  |                           |                           |                           |
|  | 5                                          | 20, 21 et 22 avril                         |                                            |                    | Shaun Murphy      | 10                                        |                                           |                                           |  |  |                           |                           |                           |  |  |                           |                           |                           |
|  | 63                                         | Yan Bingtao                                | 8                                          |                    |                   |                                           |                                           |                                           |  |  |                           |                           |                           |  |  |                           |                           |                           |
|  | 63                                         | Yan Bingtao                                | 8                                          | 5                  | Shaun Murphy      | 7                                         |                                           |                                           |  |  |                           |                           |                           |  |  |                           |                           |                           |
|  | 15 et 16 avril                             |                                            |                                            | 5                  | Shaun Murphy      | 7                                         |                                           |                                           |  |  |                           |                           |                           |  |  |                           |                           |                           |
|  |                                            | 12                                         | Ronnie O'Sullivan                          | 13                 |                   |                                           |                                           |                                           |  |  |                           |                           |                           |  |  |                           |                           |                           |
|  | 12                                         | 12                                         | Ronnie O'Sullivan                          | 13                 | Ronnie O'Sullivan | 10                                        |                                           |                                           |  |  |                           |                           |                           |  |  |                           |                           |                           |
|  | 12                                         |                                            |                                            |                    | Ronnie O'Sullivan | 10                                        | 25 et 26 avril                            |                                           |  |  |                           |                           |                           |  |  |                           |                           |                           |
|  | 59                                         | Gary Wilson                                | 7                                          |                    |                   |                                           |                                           |                                           |  |  |                           |                           |                           |  |  |                           |                           |                           |
|  | 59                                         | Gary Wilson                                | 7                                          | 12                 | Ronnie O'Sullivan | 10                                        |                                           |                                           |  |  |                           |                           |                           |  |  |                           |                           |                           |
|  | 18 avril                                   |                                            |                                            | 12                 | Ronnie O'Sullivan | 10                                        |                                           |                                           |  |  |                           |                           |                           |  |  |                           |                           |                           |
|  |                                            | 4                                          | Ding Junhui                                | 13                 |                   |                                           |                                           |                                           |  |  |                           |                           |                           |  |  |                           |                           |                           |
|  | 13                                         | 4                                          | Ding Junhui                                | 13                 | Liang Wenbo       | 10                                        |                                           |                                           |  |  |                           |                           |                           |  |  |                           |                           |                           |
|  | 13                                         | 21 et 22 avril                             |                                            |                    | Liang Wenbo       | 10                                        |                                           |                                           |  |  |                           |                           |                           |  |  |                           |                           |                           |
|  | 48                                         | Stuart Carrington                          | 7                                          |                    |                   |                                           |                                           |                                           |  |  |                           |                           |                           |  |  |                           |                           |                           |
|  | 48                                         | Stuart Carrington                          | 7                                          | 13                 | Liang Wenbo       | 12                                        |                                           |                                           |  |  |                           |                           |                           |  |  |                           |                           |                           |
|  | 17 et 18 avril                             |                                            |                                            | 13                 | Liang Wenbo       | 12                                        |                                           |                                           |  |  |                           |                           |                           |  |  |                           |                           |                           |
|  |                                            | 4                                          | Ding Junhui                                | 13                 |                   |                                           |                                           |                                           |  |  |                           |                           |                           |  |  |                           |                           |                           |
|  | 4                                          | 4                                          | Ding Junhui                                | 13                 | Ding Junhui       | 10                                        |                                           |                                           |  |  |                           |                           |                           |  |  |                           |                           |                           |
|  | 4                                          |                                            |                                            |                    |                   | 10                                        |                                           |                                           |  |  |                           |                           |                           |  |  |                           |                           |                           |
|  | 37                                         | Zhou Yuelong                               | 5                                          |                    |                   |                                           |                                           |                                           |  |  |                           |                           |                           |  |  |                           |                           |                           |
|  | 37                                         | Zhou Yuelong                               | 5                                          |                    |                   |                                           |                                           |                                           |  |  |                           |                           |                           |  |  |                           |                           |                           |
|  | 16 et 17 avril                             |                                            |                                            |                    |                   |                                           |                                           |                                           |  |  |                           |                           |                           |  |  |                           |                           |                           |
|  |                                            |                                            |                                            |                    |                   |                                           |                                           |                                           |  |  |                           |                           |                           |  |  |                           |                           |                           |
|  | 3                                          | Stuart Bingham                             | 10                                         |                    |                   |                                           |                                           |                                           |  |  |                           |                           |                           |  |  |                           |                           |                           |
|  | 3                                          | Stuart Bingham                             | 10                                         | 20 et 21 avril     |                   |                                           |                                           |                                           |  |  |                           |                           |                           |  |  |                           |                           |                           |
|  | 42                                         | Peter Ebdon                                | 5                                          |                    |                   |                                           |                                           |                                           |  |  |                           |                           |                           |  |  |                           |                           |                           |
|  | 42                                         | Peter Ebdon                                | 5                                          | 3                  | Stuart Bingham    | 10                                        |                                           |                                           |  |  |                           |                           |                           |  |  |                           |                           |                           |
|  | 15 et 16 avril                             |                                            |                                            | 3                  | Stuart Bingham    | 10                                        |                                           |                                           |  |  |                           |                           |                           |  |  |                           |                           |                           |
|  |                                            | 14                                         | Kyren Wilson                               | 13                 |                   |                                           |                                           |                                           |  |  |                           |                           |                           |  |  |                           |                           |                           |
|  | 14                                         | 14                                         | Kyren Wilson                               | 13                 | Kyren Wilson      | 10                                        |                                           |                                           |  |  |                           |                           |                           |  |  |                           |                           |                           |
|  | 14                                         |                                            |                                            |                    | Kyren Wilson      | 10                                        | 25 et 26 avril                            |                                           |  |  |                           |                           |                           |  |  |                           |                           |                           |
|  | 51                                         | David Grace                                | 6                                          |                    |                   |                                           |                                           |                                           |  |  |                           |                           |                           |  |  |                           |                           |                           |
|  | 51                                         | David Grace                                | 6                                          | 14                 | Kyren Wilson      | 6                                         |                                           |                                           |  |  |                           |                           |                           |  |  |                           |                           |                           |
|  | 16 et 17 avril                             |                                            |                                            | 14                 | Kyren Wilson      | 6                                         |                                           |                                           |  |  |                           |                           |                           |  |  |                           |                           |                           |
|  |                                            | 6                                          | John Higgins                               | 13                 |                   |                                           |                                           |                                           |  |  |                           |                           |                           |  |  |                           |                           |                           |
|  | 11                                         | 6                                          | John Higgins                               | 13                 | Mark Allen        | 10                                        |                                           |                                           |  |  |                           |                           |                           |  |  |                           |                           |                           |
|  | 11                                         | 21 et 22 avril                             |                                            |                    | Mark Allen        | 10                                        |                                           |                                           |  |  |                           |                           |                           |  |  |                           |                           |                           |
|  | 39                                         | Jimmy Robertson                            | 8                                          |                    |                   |                                           |                                           |                                           |  |  |                           |                           |                           |  |  |                           |                           |                           |
|  | 39                                         | Jimmy Robertson                            | 8                                          | 11                 | Mark Allen        | 9                                         |                                           |                                           |  |  |                           |                           |                           |  |  |                           |                           |                           |
|  | 17 et 18 avril                             |                                            |                                            | 11                 | Mark Allen        | 9                                         |                                           |                                           |  |  |                           |                           |                           |  |  |                           |                           |                           |
|  |                                            | 6                                          | John Higgins                               | 13                 |                   |                                           |                                           |                                           |  |  |                           |                           |                           |  |  |                           |                           |                           |
|  | 6                                          | 6                                          | John Higgins                               | 13                 | John Higgins      | 10                                        |                                           |                                           |  |  |                           |                           |                           |  |  |                           |                           |                           |
|  | 6                                          |                                            |                                            |                    | John Higgins      | 10                                        | 27, 28 et 29 avril                        |                                           |  |  |                           |                           |                           |  |  |                           |                           |                           |
|  | 18                                         | Martin Gould                               | 6                                          |                    |                   |                                           |                                           |                                           |  |  |                           |                           |                           |  |  |                           |                           |                           |
|  | 18                                         | Martin Gould                               | 6                                          | 6                  | John Higgins      | 17                                        |                                           |                                           |  |  |                           |                           |                           |  |  |                           |                           |                           |
|  | 19 et 20 avril                             |                                            |                                            | 6                  | John Higgins      | 17                                        |                                           |                                           |  |  |                           |                           |                           |  |  |                           |                           |                           |
|  |                                            | 7                                          | Barry Hawkins                              | 8                  |                   |                                           |                                           |                                           |  |  |                           |                           |                           |  |  |                           |                           |                           |
|  | 7                                          | 7                                          | Barry Hawkins                              | 8                  | Barry Hawkins     | 10                                        |                                           |                                           |  |  |                           |                           |                           |  |  |                           |                           |                           |
|  | 7                                          | 23 et 24 avril                             |                                            |                    | Barry Hawkins     | 10                                        |                                           |                                           |  |  |                           |                           |                           |  |  |                           |                           |                           |
|  | 32                                         | Tom Ford                                   | 3                                          |                    |                   |                                           |                                           |                                           |  |  |                           |                           |                           |  |  |                           |                           |                           |
|  | 32                                         | Tom Ford                                   | 3                                          | 7                  | Barry Hawkins     | 13                                        |                                           |                                           |  |  |                           |                           |                           |  |  |                           |                           |                           |
|  | 18 et 19 avril                             |                                            |                                            | 7                  | Barry Hawkins     | 13                                        |                                           |                                           |  |  |                           |                           |                           |  |  |                           |                           |                           |
|  |                                            | 29                                         | Graeme Dott                                | 6                  |                   |                                           |                                           |                                           |  |  |                           |                           |                           |  |  |                           |                           |                           |
|  | 10                                         | 29                                         | Graeme Dott                                | 6                  | Ali Carter        | 7                                         |                                           |                                           |  |  |                           |                           |                           |  |  |                           |                           |                           |
|  | 10                                         |                                            |                                            |                    | Ali Carter        | 7                                         | 25 et 26 avril                            |                                           |  |  |                           |                           |                           |  |  |                           |                           |                           |
|  | 29                                         | Graeme Dott                                | 10                                         |                    |                   |                                           |                                           |                                           |  |  |                           |                           |                           |  |  |                           |                           |                           |
|  | 29                                         | Graeme Dott                                | 10                                         | 7                  | Barry Hawkins     | 13                                        |                                           |                                           |  |  |                           |                           |                           |  |  |                           |                           |                           |
|  | 15 avril                                   |                                            |                                            | 7                  | Barry Hawkins     | 13                                        |                                           |                                           |  |  |                           |                           |                           |  |  |                           |                           |                           |
|  |                                            | 24                                         | Stephen Maguire                            | 9                  |                   |                                           |                                           |                                           |  |  |                           |                           |                           |  |  |                           |                           |                           |
|  | 15                                         | 24                                         | Stephen Maguire                            | 9                  | Anthony McGill    | 2                                         |                                           |                                           |  |  |                           |                           |                           |  |  |                           |                           |                           |
|  | 15                                         | 22, 23 et 24 avril                         |                                            |                    | Anthony McGill    | 2                                         |                                           |                                           |  |  |                           |                           |                           |  |  |                           |                           |                           |
|  | 24                                         | Stephen Maguire                            | 10                                         |                    |                   |                                           |                                           |                                           |  |  |                           |                           |                           |  |  |                           |                           |                           |
|  | 24                                         | Stephen Maguire                            | 10                                         | 24                 | Stephen Maguire   | 13                                        |                                           |                                           |  |  |                           |                           |                           |  |  |                           |                           |                           |
|  | 18 et 19 avril                             |                                            |                                            | 24                 | Stephen Maguire   | 13                                        |                                           |                                           |  |  |                           |                           |                           |  |  |                           |                           |                           |
|  |                                            | 54                                         | Rory McLeod                                | 3                  |                   |                                           |                                           |                                           |  |  |                           |                           |                           |  |  |                           |                           |                           |
|  | 2                                          | 54                                         | Rory McLeod                                | 3                  | Judd Trump        | 8                                         |                                           |                                           |  |  |                           |                           |                           |  |  |                           |                           |                           |
|  | 2                                          |                                            |                                            |                    |                   | 8                                         |                                           |                                           |  |  |                           |                           |                           |  |  |                           |                           |                           |
|  | 54                                         | Rory McLeod                                | 10                                         |                    |                   |                                           |                                           |                                           |  |  |                           |                           |                           |  |  |                           |                           |                           |
|  | 54                                         | Rory McLeod                                | 10                                         |                    |                   |                                           |                                           |                                           |  |  |                           |                           |                           |  |  |                           |                           |                           |

| Finale (au meilleur des 35 frames) Crucible Theatre, Sheffield, 30 avril et 1er mai. Arbitre : Jan Verhaas |                                         |                         |
| Mark Selby (1) Angleterre                                                                                  | 18 – 15                                 | John Higgins (6) Écosse |
| 14 2 121                                                                                                   | Demi-centuries Centuries Meilleur break | 8 2 141                 |
| Mark Selby remporte le Championnat du monde de snooker 2017.                                               |                                         |                         |

## Finale
La finale se joue au meilleur des 35 frames. Les sessions se déroulent selon le format suivant : 8 frames pour la session 1, 9 pour la session 2, maximum 7 pour la session 3 et maximum 11 pour la session 4, en cas de manche décisive.
| Joueur       | Frame 1 | Frame 2 | Frame 3      | Frame 4      | Frame 5 | Frame 6   | Frame 7 | Frame 8   | Frame 9 | Frame 10 | Frame 11 | SS | SC |
| ------------ | ------- | ------- | ------------ | ------------ | ------- | --------- | ------- | --------- | ------- | -------- | -------- | -- | -- |
| Session 1    |         |         |              |              |         |           |         |           |         |          |          |    |    |
| Mark Selby   | 76 (76) | 7       | 121 (62, 58) | 0            | 40      | 1         | 54      | 33        | -       | -        | -        | 2  | 2  |
| John Higgins | 34      | 50      | 8            | 141 (141)    | 99 (63) | 126 (95)  | 59 (58) | 68        | -       | -        | -        | 6  | 6  |
| Session 2    |         |         |              |              |         |           |         |           |         |          |          |    |    |
| Mark Selby   | 86 (86) | 8       | 44           | 69           | 1       | 0         | 81 (81) | 121 (121) | 96      | -        | -        | 5  | 7  |
| John Higgins | 0       | 60      | 74           | 22           | 68      | 76 (76)   | 9       | 12        | 17      | -        | -        | 4  | 10 |
| Session 3    |         |         |              |              |         |           |         |           |         |          |          |    |    |
| Mark Selby   | 76      | 53      | 29           | 63           | 68 (67) | 82 (58)   | 72 (72) | -         | -       | -        | -        | 6  | 13 |
| John Higgins | 1       | 2       | 107 (78)     | 40           | 19      | 0         | 0       | -         | -       | -        | -        | 1  | 11 |
| Session 4    |         |         |              |              |         |           |         |           |         |          |          |    |    |
| Mark Selby   | 72      | 34      | 76 (71)      | 134 (54, 70) | 34      | 0         | 47      | 132 (131) | 80 (75) | -        | -        | 5  | 18 |
| John Higgins | 22      | 74      | 1            | 4            | 88 (88) | 119 (111) | 74      | 0         | 19      | -        | -        | 4  | 15 |

Entre parenthèses les centuries et demi-centuries.

## Qualifications
128 joueurs participent aux trois tours de qualifications à l'issue desquels il n'en restera que 16 qui disputeront le tournoi final au Crucible Theatre de Sheffield. Les qualifications se déroulent du 5 au 12 avril 2017 au Ponds Forge International Sports Centre à Sheffield. Toutes les rencontres se jouent au meilleur des 19 frames.
Parmi ces 128 joueurs, il y a 112 professionnels qui ne font pas partie des 16 premiers mondiaux (qui sont automatiquement qualifiés pour le tournoi final) auxquels s'ajoutent 16 amateurs qui ont satisfait aux critères de sélection de la WPBSA.
Légende :

entre ( ) : classement du joueur

A : Joueur amateur

### Premier tour
| Joueur 1                | Score | Joueur 2                         |
| ----------------------- | ----- | -------------------------------- |
| Mark J. Williams (17)   | 10-7  | Zhao Xintong (84)                |
| Liam Highfield (81)     | 10-2  | Andres Petrov (en) (A)           |
| Stuart Carrington (48)  | 10-2  | Alex Borg (105)                  |
| Andrew Higginson (49)   | 10-8  | Michael Georgiou (87)            |
| Tom Ford (32)           | 10-2  | Jamie Bodle (A)                  |
| Chris Wakelin (65)      | 10-5  | Elliot Slessor (111)             |
| Matthew Selt (33)       | 10-4  | David John (125)                 |
| Hossein Vafaei (64)     | 10-1  | Hatem Yassen (128)               |
| Robin Hull (57)         | 8-10  | Reanne Evans (A)                 |
| Matthew Stevens (40)    | 8-10  | Lee Walker (91)                  |
| Noppon Saengkham (72)   | 10-5  | Jak Jones (95)                   |
| Anthony Hamilton (25)   | 10-5  | Craig Steadman (103)             |
| Li Hang (56)            | 10-9  | Fraser Patrick (101)             |
| Mike Dunn (41)          | 10-6  | Andy Hicks                       |
| Nigel Bond (73)         | 10-1  | Ng On Yee (A)                    |
| Stephen Maguire (24)    | 10-7  | Kritsanut Lertsattayathorn (115) |
| Mark King (21)          | 10-4  | Paul Davison (88)                |
| Zhang Anda (76)         | 7-10  | Fang Xiongman (116)              |
| Xiao Guodong (44)       | 10-2  | Tyler Rees (A)                   |
| Sam Baird (53)          | 10-2  | Ross Vallance (A)                |
| Ben Woollaston (28)     | 10-4  | Chris Totten (A)                 |
| Ken Doherty (69)        | 10-4  | Jason Weston (124)               |
| Zhou Yuelong (37)       | 10-5  | Christopher Keogan (119)         |
| Ian Burns (60)          | 7-10  | Ian Preece (113)                 |
| Alfie Burden (61)       | 10-6  | Adam Duffy (110)                 |
| Jamie Jones (36)        | 10-0  | Jamie Curtis-Barrett (122)       |
| Dechawat Poomjaeng (68) | 10-7  | Chen Zhe (121)                   |
| Graeme Dott (29)        | 10-3  | Allan Taylor (83)                |
| Tian Pengfei (52)       | 10-4  | Zhang Yong (94)                  |
| Fergal O'Brien (45)     | 10-6  | Gerard Greene (A)                |
| Rhys Clark (78)         | 10-1  | Wayne Townsend (A)               |
| David Gilbert (20)      | w/o   | Patrick Wallace (A)              |

| Joueur 1                | Score | Joueur 2                  |
| ----------------------- | ----- | ------------------------- |
| Joe Perry (19)          | 10-3  | Zack Richardson (A)       |
| Mei Xiwen (79)          | 5-10  | Akani Songsermsawad (82)  |
| Mark Joyce (46)         | 10-3  | Jordan Brown (A)          |
| David Grace (51)        | 10-6  | Thor Chuan Leong (106)    |
| Luca Brecel (30)        | 10-4  | Sean O'Sullivan (en) (86) |
| Joe Swail (67)          | 10-8  | Sanderson Lam (92)        |
| Dominic Dale (35)       | 10-2  | Boonyarit Keattikun (120) |
| Daniel Wells (62)       | 10-7  | Adam Stefanów (-)         |
| Gary Wilson (59)        | 10-9  | Josh Boileau (114)        |
| Thepchaiya Un-Nooh (38) | 9-10  | Peter Lines (A)           |
| Ross Muir (70)          | 10-7  | Gareth Allen (107)        |
| Michael White (27)      | 10-3  | Aditya Mehta (98)         |
| Rory McLeod (54)        | 10-7  | Darryl Hill (100)         |
| Kurt Maflin (43)        | 6-10  | Sydney Wilson (112)       |
| Martin O'Donnell (75)   | 10-9  | Jackson Page (A)          |
| Ricky Walden (22)       | 7-10  | Hammad Miah (104)         |
| Michael Holt (23)       | 10-2  | Hamza Akbar (109)         |
| Jamie Cope (74)         | 5-10  | Eden Sharav (89)          |
| Peter Ebdon (42)        | 10-3  | Michael Wild (117)        |
| Jack Lisowski (55)      | 10-7  | Jimmy White (93)          |
| Alan McManus (26)       | 10-1  | Kurt Dunham (123)         |
| Rod Lawler (71)         | 10-5  | Xu Si (A)                 |
| Jimmy Robertson (39)    | 10-8  | Cao Yupeng (118)          |
| Oliver Lines (58)       | 10-6  | Duane Jones (97)          |
| Yan Bingtao (63)        | 10-8  | Sam Craigie (96)          |
| Mark Davis (34)         | 10-3  | Mitchell Mann (90)        |
| Scott Donaldson (66)    | 10-2  | Wang Yuchen (99)          |
| Robert Milkins (31)     | 6-10  | Alexander Ursenbacher (A) |
| Robbie Williams (50)    | 10-1  | James Cahill (102)        |
| Yu Delu (47)            | 10-0  | Itaro Santos (127)        |
| John Astley (80)        | 10-7  | Igor Figueiredo (108)     |
| Martin Gould (18)       | 10-2  | James Wattana (85)        |

### Deuxième tour
| Joueur 1                | Score | Joueur 2              |
| ----------------------- | ----- | --------------------- |
| Mark J. Williams (17)   | 10-9  | Liam Highfield (81)   |
| Stuart Carrington (48)  | 10-6  | Andrew Higginson (49) |
| Tom Ford (32)           | 10-6  | Chris Wakelin (65)    |
| Matthew Selt (33)       | 6-10  | Hossein Vafaei (64)   |
| Reanne Evans (A)        | 6-10  | Lee Walker (91)       |
| Noppon Saengkham (72)   | 10-9  | Anthony Hamilton (25) |
| Li Hang (56)            | 10-4  | Mike Dunn (41)        |
| Nigel Bond (73)         | 3-10  | Stephen Maguire (24)  |
| Mark King (21)          | 10-4  | Fang Xiongman (116)   |
| Xiao Guodong (44)       | 10-4  | Sam Baird (53)        |
| Ben Woollaston (28)     | 10-4  | Ken Doherty (69)      |
| Zhou Yuelong (37)       | 10-8  | Ian Preece (113)      |
| Alfie Burden (61)       | 8-10  | Jamie Jones (36)      |
| Dechawat Poomjaeng (68) | 4-10  | Graeme Dott (29)      |
| Tian Pengfei (52)       | 9-10  | Fergal O'Brien (45)   |
| Rhys Clark (78)         | 6-10  | David Gilbert (20)    |

| Joueur 1              | Score | Joueur 2                  |
| --------------------- | ----- | ------------------------- |
| Joe Perry (19)        | 9-10  | Akani Songsermsawad (82)  |
| Mark Joyce (46)       | 6-10  | David Grace (51)          |
| Luca Brecel (30)      | 10-8  | Joe Swail (67)            |
| Dominic Dale (35)     | 10-6  | Daniel Wells (62)         |
| Gary Wilson (59)      | 10-7  | Peter Lines (A)           |
| Ross Muir (70)        | 4-10  | Michael White (27)        |
| Rory McLeod (54)      | 10-7  | Sydney Wilson (112)       |
| Martin O'Donnell (75) | 7-10  | Hammad Miah (104)         |
| Michael Holt (23)     | 10-4  | Eden Sharav (89)          |
| Peter Ebdon (42)      | 10-9  | Jack Lisowski (55)        |
| Alan McManus (26)     | 5-10  | Rod Lawler (71)           |
| Jimmy Robertson (39)  | 10-4  | Oliver Lines (58)         |
| Yan Bingtao (63)      | 10-7  | Mark Davis (34)           |
| Scott Donaldson (66)  | 9-10  | Alexander Ursenbacher (A) |
| Robbie Williams (50)  | 7-10  | Yu Delu (47)              |
| John Astley (80)      | 6-10  | Martin Gould (18)         |

### Troisième tour
| Joueur 1              | Score | Joueur 2               |
| --------------------- | ----- | ---------------------- |
| Mark J. Williams (17) | 7-10  | Stuart Carrington (48) |
| Tom Ford (32)         | 10-8  | Hossein Vafaei (64)    |
| Lee Walker (91)       | 8-10  | Noppon Saengkham (72)  |
| Li Hang (56)          | 5-10  | Stephen Maguire (24)   |
| Mark King (21)        | 4-10  | Xiao Guodong (44)      |
| Ben Woollaston (28)   | 9-10  | Zhou Yuelong (37)      |
| Jamie Jones (36)      | 8-10  | Graeme Dott (29)       |
| Fergal O'Brien (45)   | 10-9  | David Gilbert (20)     |

| Joueur 1                 | Score | Joueur 2                  |
| ------------------------ | ----- | ------------------------- |
| Akani Songsermsawad (82) | 3-10  | David Grace (51)          |
| Luca Brecel (30)         | 10-5  | Dominic Dale (35)         |
| Gary Wilson (59)         | 10-3  | Michael White (27)        |
| Rory McLeod (54)         | 10-7  | Hammad Miah (104)         |
| Michael Holt (23)        | 9-10  | Peter Ebdon (42)          |
| Rod Lawler (71)          | 6-10  | Jimmy Robertson (39)      |
| Yan Bingtao (63)         | 10-4  | Alexander Ursenbacher (A) |
| Yu Delu (47)             | 7-10  | Martin Gould (18)         |

## Centuries

### Tableau final
74 centuries breaks sont réalisés par 23 joueurs différents :
| - Ronnie O'Sullivan : 146, 128, 124, 122, 111, 104 - Mark Selby : 143, 139, 132, 131, 128, 121, 101, 100 - John Higgins : 141, 135, 129, 127, 124, 120, 120, 111 - Ding Junhui : 139, 136, 132, 132, 128, 128, 120, 117, 117, 113, 111, 110, 103 - Stuart Bingham : 137, 122 - Stephen Maguire : 135, 114 - Barry Hawkins : 132, 126, 115 - Xiao Guodong : 131 - Liang Wenbo : 130 - Mark Allen : 129, 116, 105, 102, 100, 100 - Ryan Day : 125 - Stuart Carrington : 124, 107, 101 | - Marco Fu : 118, 115, 109, 105 - Shaun Murphy : 118, 112, 109 - Neil Robertson : 113, 105 - Ali Carter : 111, 104 - Kyren Wilson : 110 - Luca Brecel : 109 - Yan Bingtao : 109 - Martin Gould : 108, 100 - Graeme Dott : 105 - David Grace : 104 - Gary Wilson : 103, 100 |

### Qualifications
Au cours des 3 tours de qualification, 84 centuries ont été réalisés par 51 joueurs différents, dont un break royal :
| - Gary Wilson : 147, 130, 113, 109, 107, 102, 102, 101 - Michael White : 144, 104 - Joe Perry : 140, 103 - Sam Craigie : 140 - Xiao Guodong : 137, 128, 111 - David Grace : 137, 107, 103 - Jack Lisowski : 137 - Martin Gould : 136, 129, 108 - Hossein Vafaei : 135, 104 - Yu Delu : 135, 102 - Noppon Saengkham : 134, 122 - Jamie Jones : 133, 105 - Peter Lines : 133 - Liam Highfield : 132 - Stephen Maguire : 131, 129, 104 - Chris Wakelin : 131, 106 - Zhou Yuelong : 131 - Fergal O'Brien : 130, 100 - Ben Woollaston : 129 - Mark Davis : 128, 115, 100 - Anthony Hamilton : 127 - Tian Pengfei : 127 - Sanderson Lam : 125, 109 - Paul Davison : 123 - Dominic Dale : 122, 121, 120, 106 | - Jimmy White : 122 - Akani Songsermsawad : 120, 105 - Peter Ebdon : 119 - Robin Hull : 118 - Yan Bingtao : 117, 105 - Alexander Ursenbacher : 114 - Mei Xiwen : 112 - Mark J. Williams : 112 - Zhang Anda : 111, 102 - Ken Doherty : 108 - Michael Wild : 108 - Jamie Cope : 107 - Li Hang : 107 - Robert Milkins : 107 - Jimmy Robertson : 106 - Tom Ford : 105 - David Gilbert : 105 - Robbie Williams : 105 - Stuart Carrington : 104 - Michael Georgiou : 103 - Alan McManus : 103 - Nigel Bond : 102 - Michael Holt : 101, 101 - Kritsanut Lertsattayathorn : 101 - Sydney Wilson : 101 - Luca Brecel : 100 |